# Lewis Binford
Lewis Roberts Binford (ur. 21 listopada 1931 w Norfolk, zm. 11 kwietnia 2011 w Kirksville) – amerykański archeolog, twórca ruchu „Nowej Archeologii”.

## Życiorys
Antropologią kulturową zainteresował się podczas służby wojskowej w Japonii po wojnie koreańskiej. Ukończył University of North Carolina (bakelaureat w 1957) oraz Uniwersytecie Michigan (magisterium w 1958 oraz doktorat w 1964). W 1961 został assistant professor na University of Chicago. W latach 60. XX w. był jednym z głównych teoretyków tzw. Nowej Archeologii. Od 1968 do 1991 pracował na Uniwersytecie Nowego Meksyku. Następnie był zatrudniony na Southern Methodist University. W 2003 przeszedł na emeryturę.

## Prace
- An Archeological Perspective (1972)
- Nunamiut Ethnoarchaeology (1972)
- Bones: Ancient Men & Modern Myths (1981)
- Working At Archeology (1983)
- Faunal Remains From Klasies River Mouth (1984)
- Constructing Frames of Reference: An Analytical Method for Archaeological Theory Building Using Ethnographic and Environmental Data Sets (2001)
- In Pursuit of the Past: Decoding the Archeological Record (2002)